# Traian Crișan
Traian Crișan (* 21. Mai 1918 in Iara, Komitat Torda-Aranyos; † 6. November 1990 in Rom) war ein Kurienerzbischof der römisch-katholischen Kirche.

## Leben
Traian Crișan empfing am 25. März 1945 das Sakrament der Priesterweihe.
Am 7. Dezember 1981 ernannte ihn Papst Johannes Paul II. zum Titularerzbischof von Drivastum und bestellte ihn zum Sekretär der Kongregation für die Selig- und Heiligsprechungsprozesse. Papst Johannes Paul II. spendete ihn am 6. Januar 1982 im Petersdom die Bischofsweihe; Mitkonsekratoren waren Eduardo Martínez Somalo, Substitut des Staatssekretariats, und Lucas Moreira Neves OP, Sekretär der Kongregation für die Bischöfe.
Am 24. Februar 1990 trat Traian Crișan als Sekretär der Kongregation für die Selig- und Heiligsprechungsprozesse zurück.